# Stow (Lincolnshire)
Pour les articles homonymes, voir Stow.
Stow est un village et une paroisse civile du Lincolnshire, en Angleterre. Il est situé à une dizaine de kilomètres au sud-est de la ville de Gainsborough, et à 18 km au nord-ouest de Lincoln. Administrativement, il relève du district de West Lindsey. En 2020, la population comptait 574 habitants.